# Wilhelm Dall
Wilhelm Dall (* 9. Januar 1850 in Ødis Sogn, Sydjylland; † 1. Juni 1925 in Hamburg) war ein deutscher Verwaltungsjurist.

## Leben
Wilhelm Dall trat nach Abschluss des Studiums in den Verwaltungsdienst des Reichslands Elsaß-Lothringen. Von 1889 bis 1895 war er Kreisdirektor des Kreises Rappoltsweiler. Danach war er Polizeipräsident in Straßburg. Das Corps Rhenania Straßburg verlieh ihm am 5. Mai 1902 die Corpsschleife. Nach dem Ersten Weltkrieg lebte er bis zu seinem Tod 1925 in Zechlinerhütte.